# 盧撰
卢撰，五代十国后晋、后汉官员。
天福六年（941年），石敬瑭派遣太子宾客聂延祚、吏部郎中卢撰，持节册封天下兵马元帅、守尚书令、吴越国王钱元瓘。开运三年（946年）十一月初一，晋出帝以给事中卢撰为右散騎常侍。汉隐帝乾祐二年（949年），右散骑常侍卢撰患风痹，难於拜起，每次致拜，一坐再至。班列中有人笑着谓对御史说：“这种人不弹劾，当在大庭广众之中羞辱他，主上若问，就以不能供职上奏。”卢撰听说后害怕，于是上章请辞，于是以户部侍郎致仕。

## 注
1. ↑  《旧五代史》卷八十
2. ↑  《旧五代史》卷八十五
3. ↑  《旧五代史》卷一百二
4. ↑  《册府元龟》卷八百九十九